# Sozialversicherungszentrum Leipzig

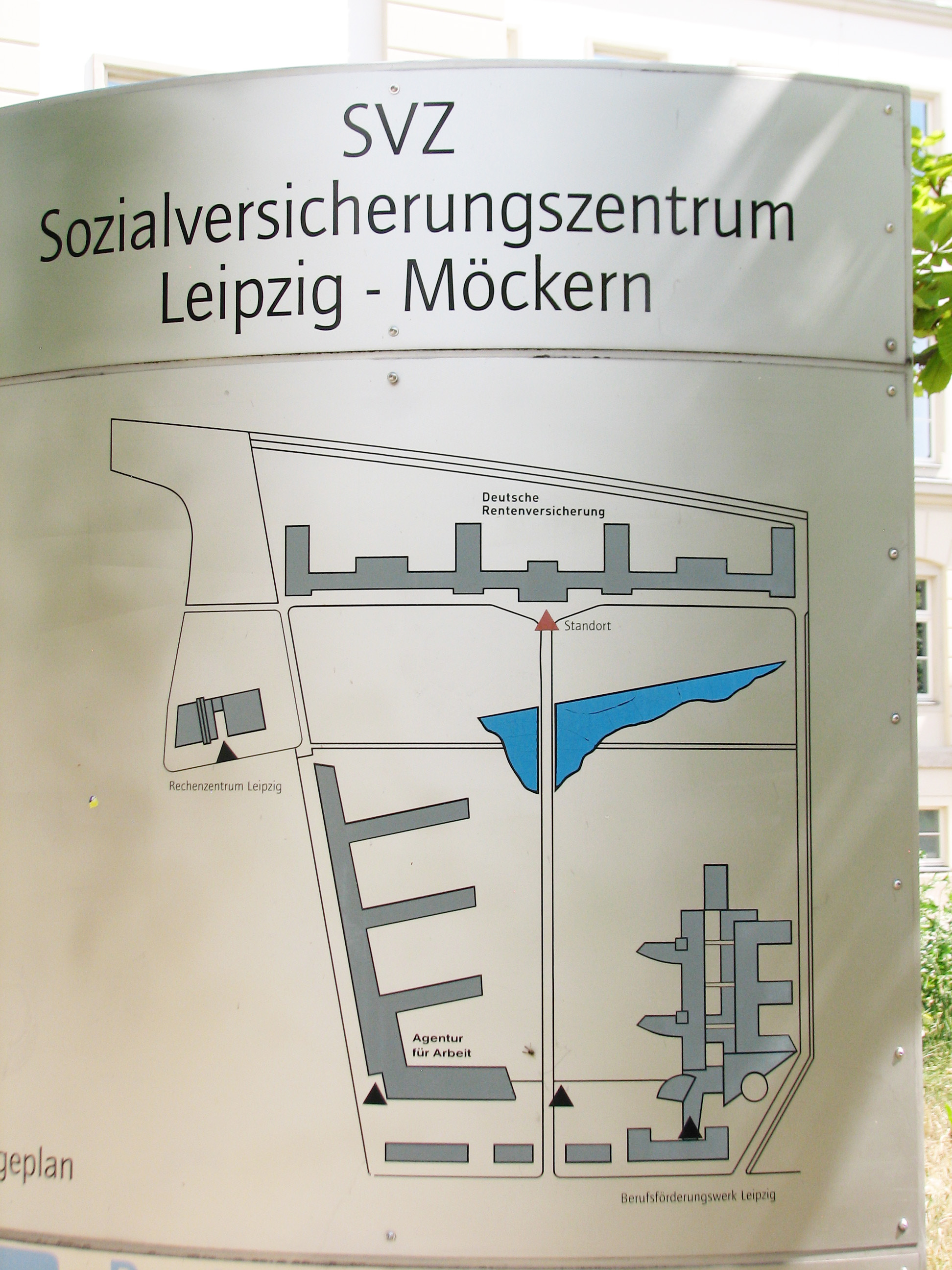
Übersichtsplan Sozialversicherungszentrum Leipzig

Das Sozialversicherungszentrum Leipzig – offizielle Bezeichnung SVZ Sozialversicherungszentrum Leipzig-Möckern, kurz: SVZ – ist das Behördenzentrum im Stadtteil Möckern im Norden Leipzigs auf einer Fläche von knapp 17 Hektar. 
Das SVZ entstand in den 1990er Jahren auf einstigem Kasernengelände als Behördenzentrum. Dort sind zuhause:
- die Deutsche Rentenversicherung Mitteldeutschland mit ihrer Zentrale (in der ursprünglichen, komplett sanierten Kaserne Möckern von 1875 und 1876)
- die Agentur für Arbeit Leipzig und
- das Berufsförderungswerk Leipzig

sowie als Erweiterung direkt auf der anderen Seite der Georg-Schumann-Straße  
- das Jobcenter Leipzig und
- die Jugendberufsagentur Leipzig[1].

Das Sozialversicherungszentrum Leipzig ist sowohl mit seiner Anzahl an Sozialversicherungsträgern und Leistungsträgern als auch in seiner Größe bundesweit einzigartig. Die fünf Einrichtungen sind Leipzigs Behördenzentrum für Bürger aus Leipzig sowie aus ganz Sachsen und Leipzigs größte zentrale Ansiedlung öffentlicher Institutionen.
Der 1999 vollendete, öffentlich zugängliche Park ohne eigenen Namen auf dem SVZ-Gelände hat die Gebäude der dortigen Institutionen an seinen Randbereichen.

## Vorgeschichte

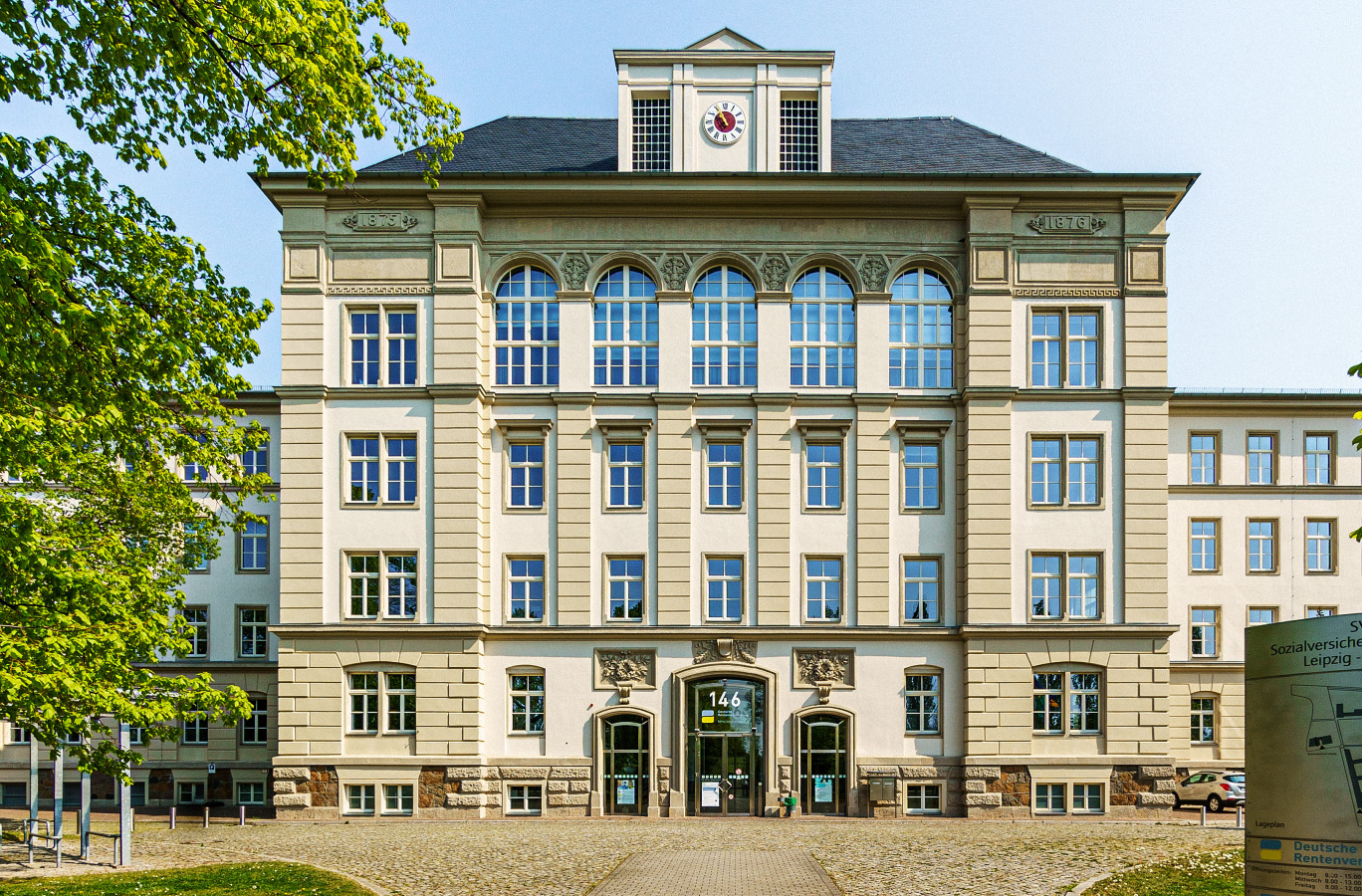
Zentrale der Deutschen Rentenversicherung Mitteldeutschland

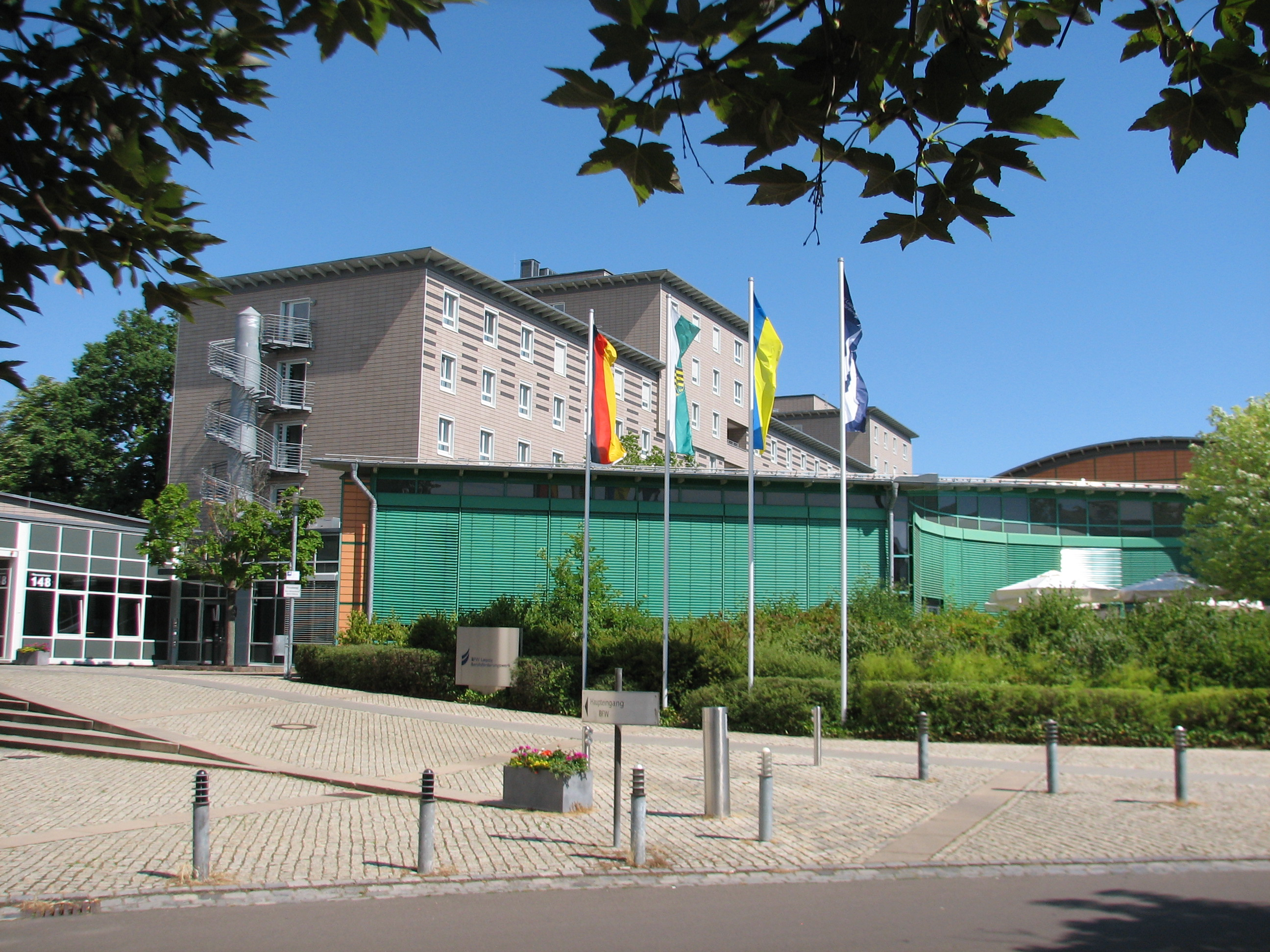
Berufsförderungswerk Leipzig

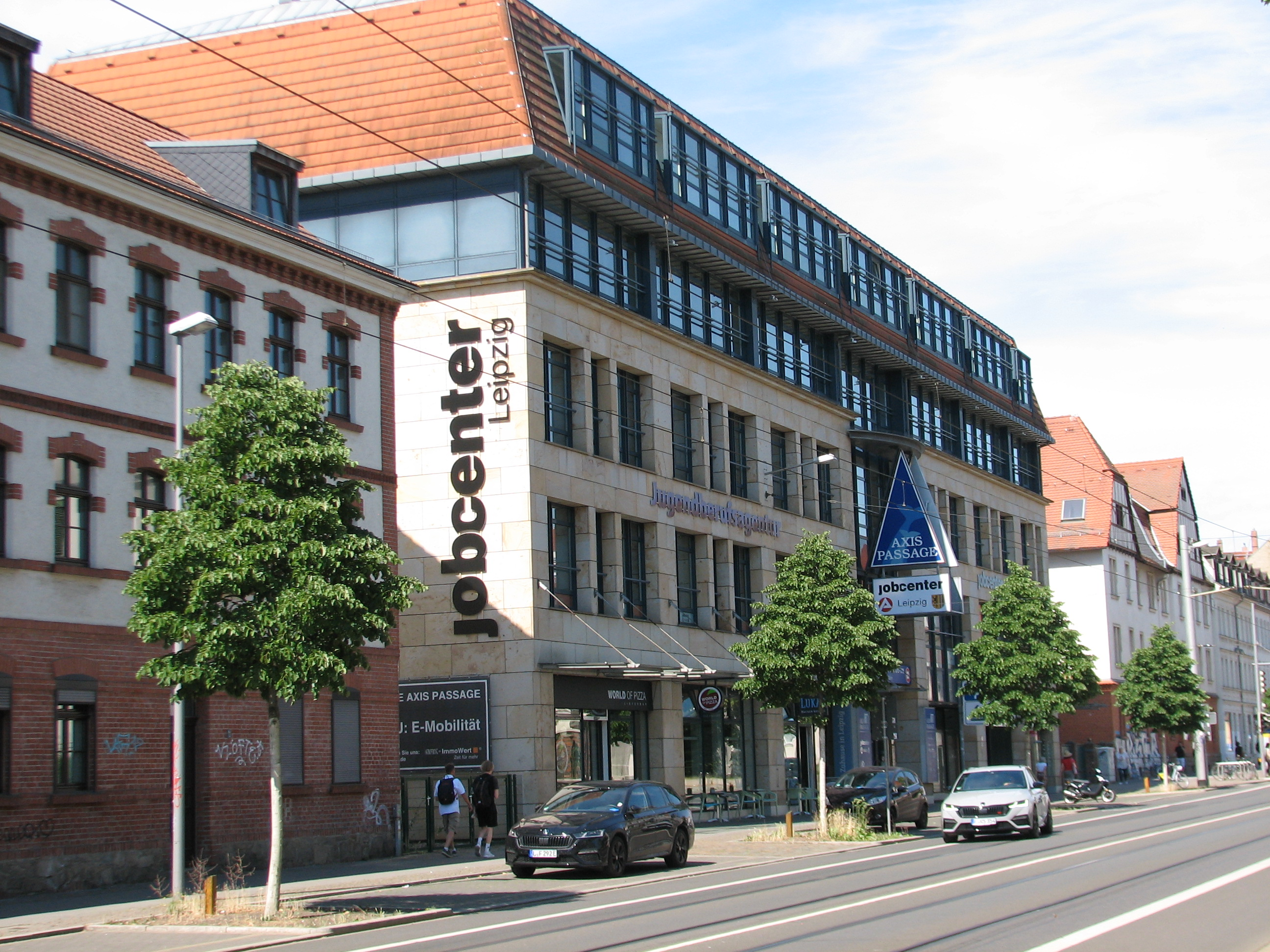
Jobcenter Leipzig an der Georg-Schumann-Straße

Das heutige SVZ-Gelände wurde zuvor seit 1877 als Kaserne Möckern genutzt. Am 29. April 1991 wurde das Gelände samt Kaserne der Treuhand zur zivilen Nutzung übergeben.
Die damalige Landesversicherungsanstalt Sachsen erwarb das Gelände und richtete in der Kaserne, die schrittweise umfassend saniert wurde, ihren Hauptverwaltungssitz ein. Die typische gründerzeitliche Gestaltung und Gliederung des Gebäudes mit seinen bemerkenswert sicheren Proportionen sowie den barocken und klassizistischen Anklängen ist von großem ästhetischen Reiz. 
Es ist mit 345 Metern Länge das größte Gebäude in Leipzig. Seine Nutzfläche beträgt rund 18.000 Quadratmeter.

## Entwicklung
Im Januar 1994 gründeten die Landesversicherungsanstalt Sachsen (seit 2005: Deutsche Rentenversicherung Mitteldeutschland), das Berufsförderungswerk Leipzig, das Arbeitsamt Leipzig und das Rechenzentrum der Deutschen Rentenversicherung die Bauherrengemeinschaft Sozialversicherungszentrum Leipzig-Möckern als Gesellschaft bürgerlichen Rechts. Ziel war die gemeinsame und koordinierte Neugestaltung des einstigen Kasernengeländes.

## Agentur für Arbeit Leipzig

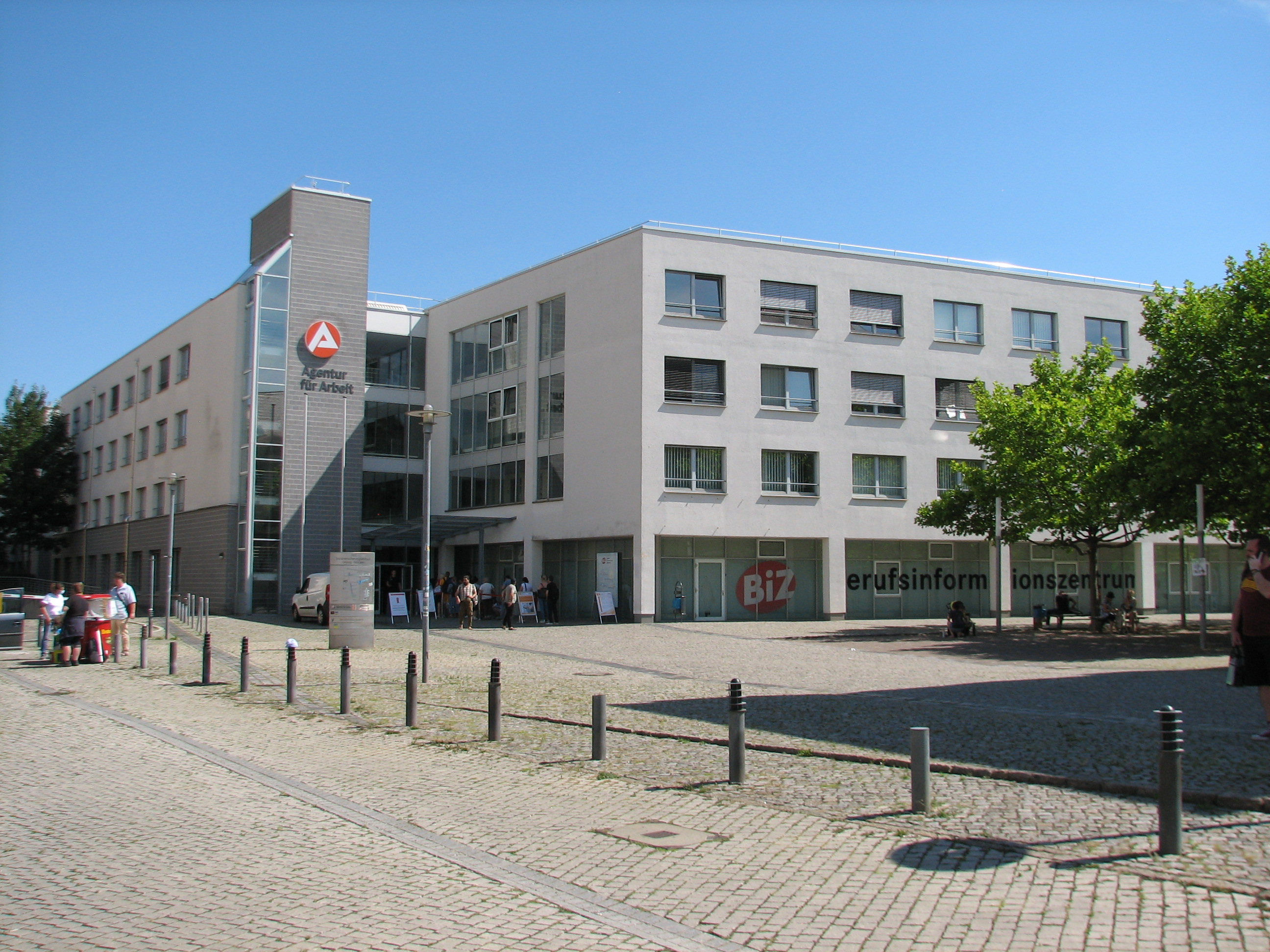
Agentur für Arbeit Leipzig (2022)

Die Agentur für Arbeit Leipzig – damals noch Arbeitsamt Leipzig genannt – wurde im Juni 1997 nach zweijähriger Bauzeit eingeweiht, sie entstand auf einem insgesamt 40.500 Quadratmeter großen Grundstück.
Den  Entwurf für den Neubau des Arbeitsamtes verantwortete das Architektenbüro Professor Gerber & Partner aus Dortmund. Generalunternehmer war die Firma Wolff & Müller aus Stuttgart. Die Baubetreuung verantwortete das Staatshochbauamt Stuttgart. Das Investitionsvolumen für das in sogenannter „neuer Bescheidenheit“ errichtete Verwaltungsgebäude betrug 60 Millionen D-Mark. Mit dem realisierten Baukörper konnten erhebliche finanzielle Mittel im Vergleich zum Ursprungsentwurf eingespart werden. Am Neubau waren 55 Firmen beteiligt, davon 27 aus den neuen Bundesländern. 

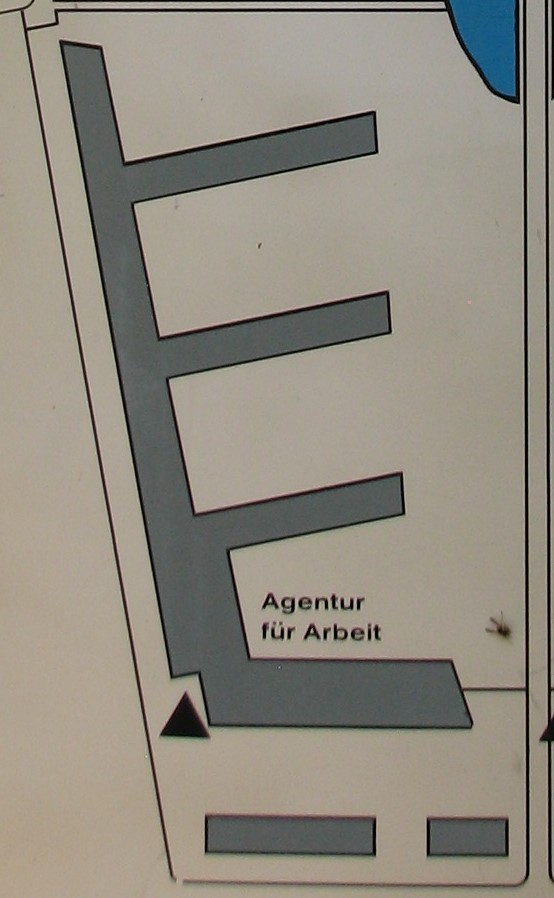
Agentur für Arbeit Leipzig aus der Vogelperspektive, schematische Darstellung

Das Bauwerk, das aus der Vogelperspektive an einen Kamm mit vier Zinken erinnert, hat entlang der Seelenbinderstraße eine 180 Meter lange, offene Halle, die als lichter Raum vom Eingang her aufgeweitet ist, mit die vier Geschosse verbindenden, freien Treppen. Der Bau ist eine Stahlbeton-Skelettkonstruktion mit Flachdach, das bereichsweise mit Dachöffnungen (Shedoberlichter) versehen ist. Die Nutzfläche beträgt knapp 16.000 Quadratmeter.
Anfangs betreuten rund 850 Mitarbeitende die damals mehr als 40.000 Arbeitslosen der Stadt Leipzig und indirekt die insgesamt 63.000 Arbeitslosen des Arbeitsamtsbezirkes Leipzig. Auch wurden und werden zahlreiche weitere Aufgaben aktiver Arbeitsmarktpolitik nach dem Arbeitsförderungsgesetz (jetzt Drittes Buch Sozialgesetzbuch) bearbeitet.
Ursprünglich wurden fast 750 Bildschirmarbeitsplätze mit 600 Druckern sowie 50 weitere Personalcomputer eingerichtet. Heizung, Lüftung und Steuerung wurden weitgehend automatisiert und energiesparend realisiert. Das Haus hat eine Tiefgarage mit 256 Stellplätzen, weitere 43 Pkw-Stellplätze befinden sich an der Seelenbinderstraße.
Die Agentur für Arbeit Leipzig ist vielseitig mit öffentlichen Verkehrsmitteln zu erreichen: es gibt mehrere Straßenbahn- und Buslinien sowie zwei S-Bahn-Haltepunkte in direkter Nähe. 
Im Haus gibt es fünf größere Kunstobjekte, vorwiegend von Künstlern aus Leipzig, so ein Ölgemälde im Sitzungssaal von Neo Rauch, Lichtinstallationen mit Würfel in der großen Eingangshalle von Hael Yggs, eine Spiegelwand in der Kantine von Peter Krauskopf oder das kinetische Objekt von Jörg Herold. Michael Jäger hat im Gebäude 69 farbige Glasscheiben an den Sichtbetonstützen installiert.
Im Eingangsbereich der Agentur für Arbeit Leipzig gibt es das Berufsinformationszentrum sowie das Selbstinformationssystem mit zahlreichen Bildschirmarbeitsplätzen. Seit Frühjahr 1998 werden mit Familienkasse, Ärztlichem Dienst und dem Berufspsychologischen Service alle Dienstleistungen an diesem Standort angeboten.

## Park
Das 168.374 Quadratmeter große Grundstück des Sozialversicherungszentrums Leipzig wurde von 1996 bis 1999 nach Plänen des Architektenbüros Gerber & Partner aus Dortmund zum öffentlichen Park umgestaltet. Das planerische Gesamtkonzept des Areals hat eine klare Linie: eine „grüne Mitte“ mit Gebäudeanordnung an den Rändern, also größtmöglicher Freiraum für optimale Nutzung und Aufenthaltsqualität im Außenbereich.

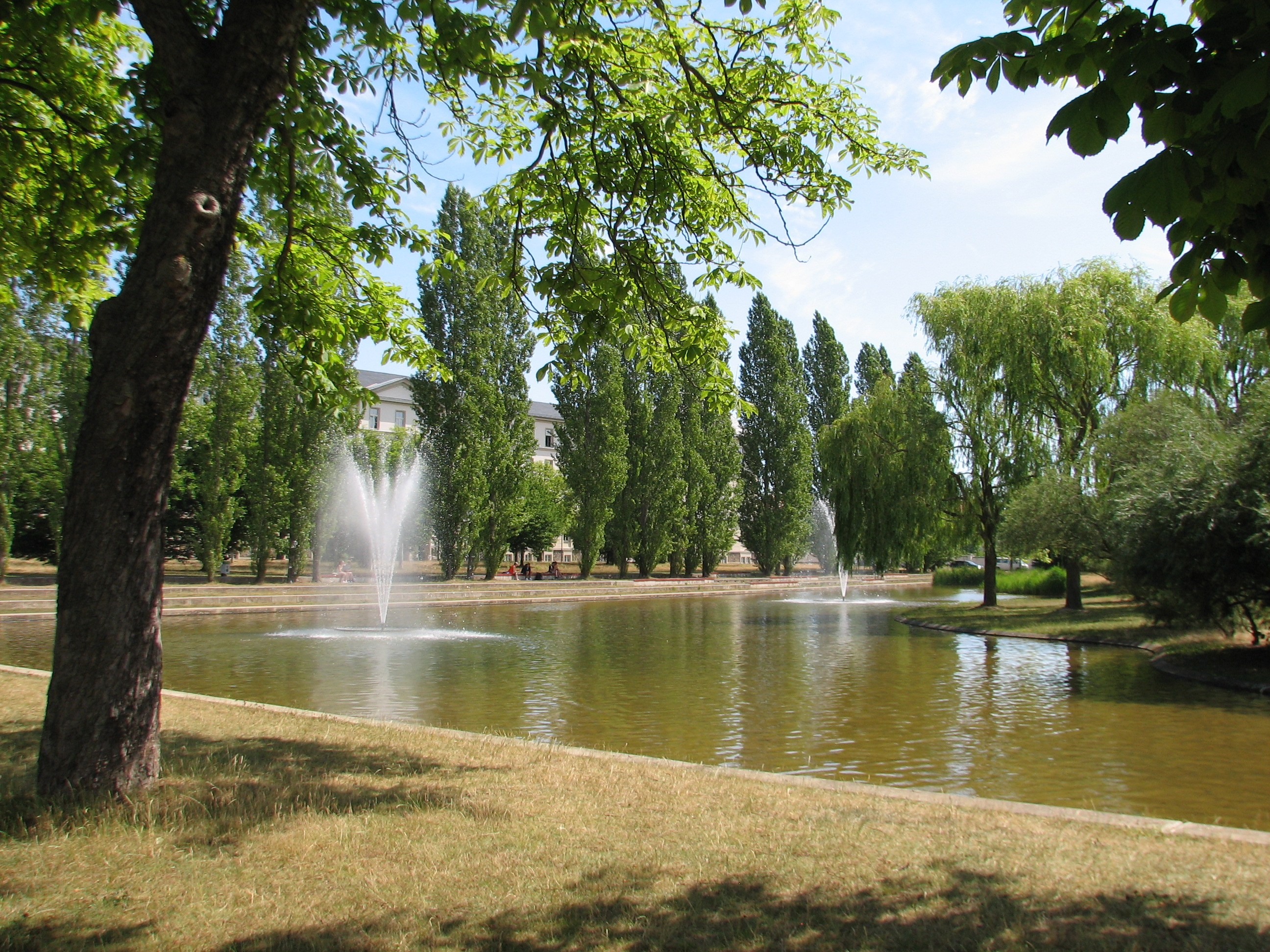
Park des Sozialversicherungszentrums Leipzig

Prägendes Element des Geländes ist der alte Baumbestand an der Mittelallee von der Georg-Schumann-Straße zur einstigen Hauptkaserne. Sie ist Achse und Verbindung des Areals von der Anbindung der öffentlichen Straße bis hin zum nördlichen Endpunkt des Parkes. Die Pflanzung von Kastanien als parktypischer Baum geschah aus der Vorgabe der Mittelallee. Mit dem Einsatz von Kupferschlacke und Natursteinen wurde versucht, dem Park einen gewachsenen Charakter zu geben. Mit der Öffnung im alten Mauerwerk am Ostrand wurde ein Übergang zur Kleingartenanlage „Schreber-Hauschild“ geschaffen.

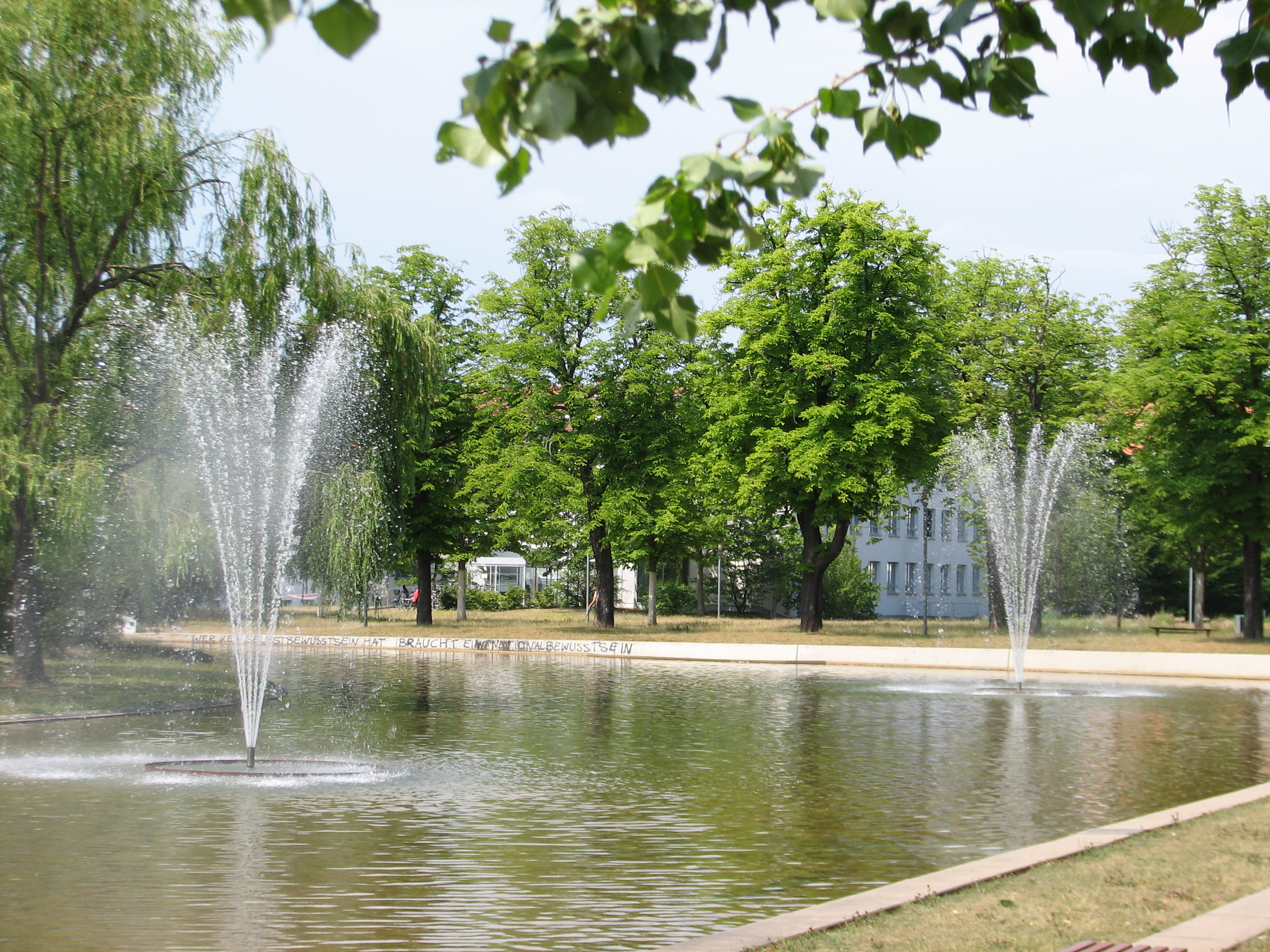
Wasserbecken mit Fontänen im Park des Sozialversicherungszentrums Leipzig

Blickfang bildet das große, flache, durch die Mittelallee geteilte Wasserbecken mit drei Fontänen. Der Beckenboden hat eine Asphaltdecke, das Wasser stammt aus einem eigenen Brunnen.
Die Fläche vor der Agentur für Arbeit ist eine baumbestandene Mischverkehrszone mit gestalteter Fußgängerzone. Platanendächer schaffen eine schattenspendende Ruhe- und Aufenthaltszone.
An dieser Stelle zwischen Möckern und Gohlis wurde einerseits eine bislang für die Öffentlichkeit unzugängliche Fläche geöffnet und andererseits ein Behördenzentrum mit alten, denkmalgeschützten Gebäude sowie mit Neubauten gestaltet, die sich um diese „grüne Mitte“ gruppieren. So entstand ein möglichst großer Freiraum als kleine Parkanlage, nach innen geschützt und nach außen mit Straßen- und Wegeverbindungen geöffnet.
Das Parkgebiet mit Sitzmöglichkeiten wurde Mitte 1999 fertiggestellt. Für Bürger Leipzigs, Bewohner der benachbarten Viertel und Besucher des Sozialversicherungszentrums Leipzig entstand ein Park, der auch das umliegende städtebauliche Bild in Möckern aufwertet. Es wurde ein Konzept verwirklicht, das den unterschiedlichen Nutzungsansprüchen der vier Bauherren gerecht wird und gleichzeitig einen gemeinsamen gestalterischen und funktionstüchtigen Rahmen schafft.

## Varia

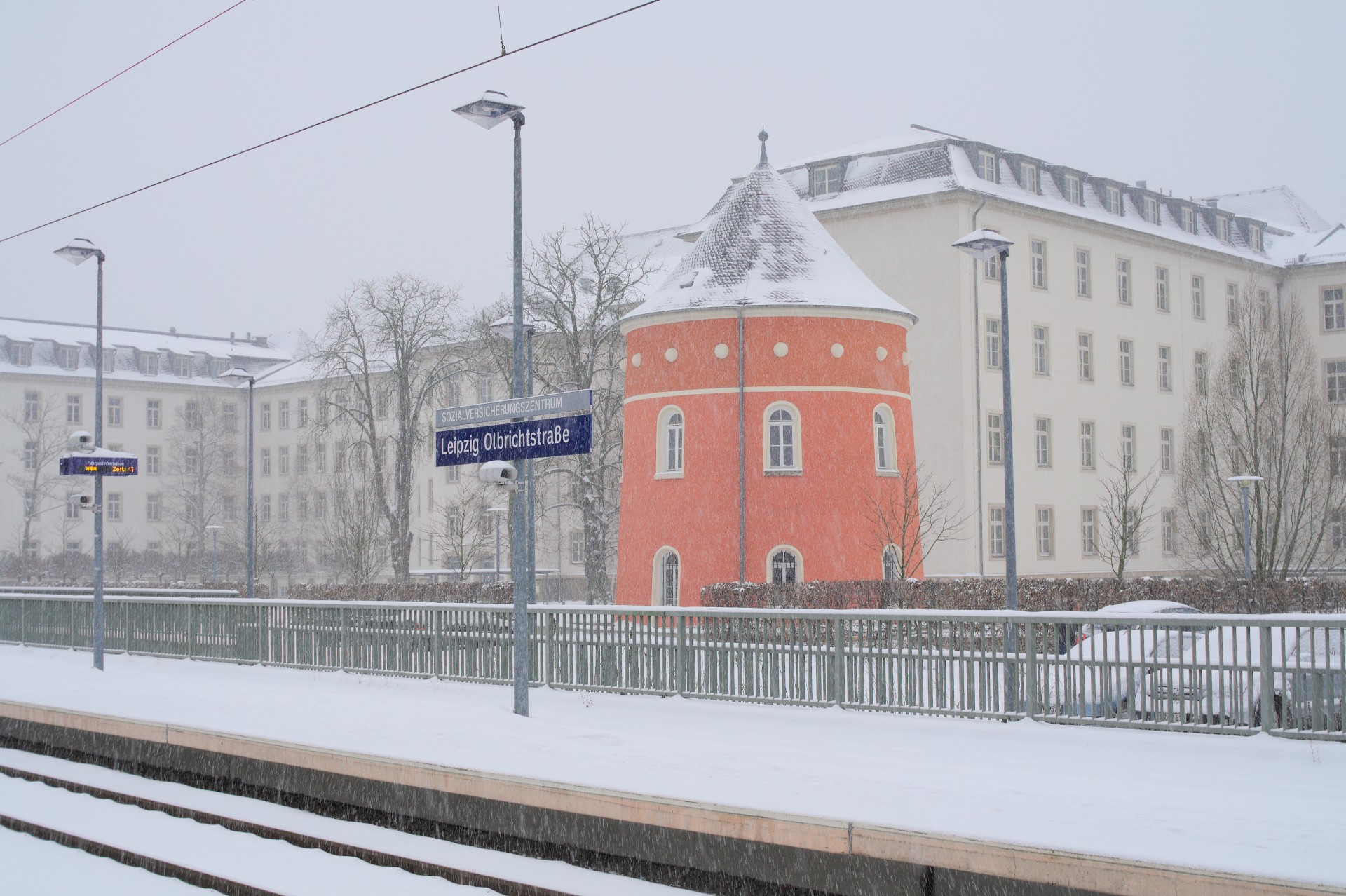
S-Bahn-Haltestelle Olbrichtstraße / Sozialversicherungszentrum mit Kasernen-Rückseite (jetzt Deutsche Rentenversicherung Mitteldeutschland) und historischem Wasserturm

- Das Gelände der Kaserne Möckern war großflächig bebaut mit militärisch genutzten Bauwerken aller Art, es musste umfangreich zurückgebaut und renaturiert werden. So war es auch erforderlich, die Bodenflächen schichtweise zu dekontaminieren. Die Gesamtkosten für die Umgestaltung zum Park des Sozialversicherungszentrums Leipzig betrugen 135 Millionen D-Mark.[5]
- Das Sozialversicherungszentrum Leipzig hat seinen eigenen S-Bahn-Haltepunkt Olbrichtstraße/Sozialversicherungszentrum.

## Foto-Impressionen

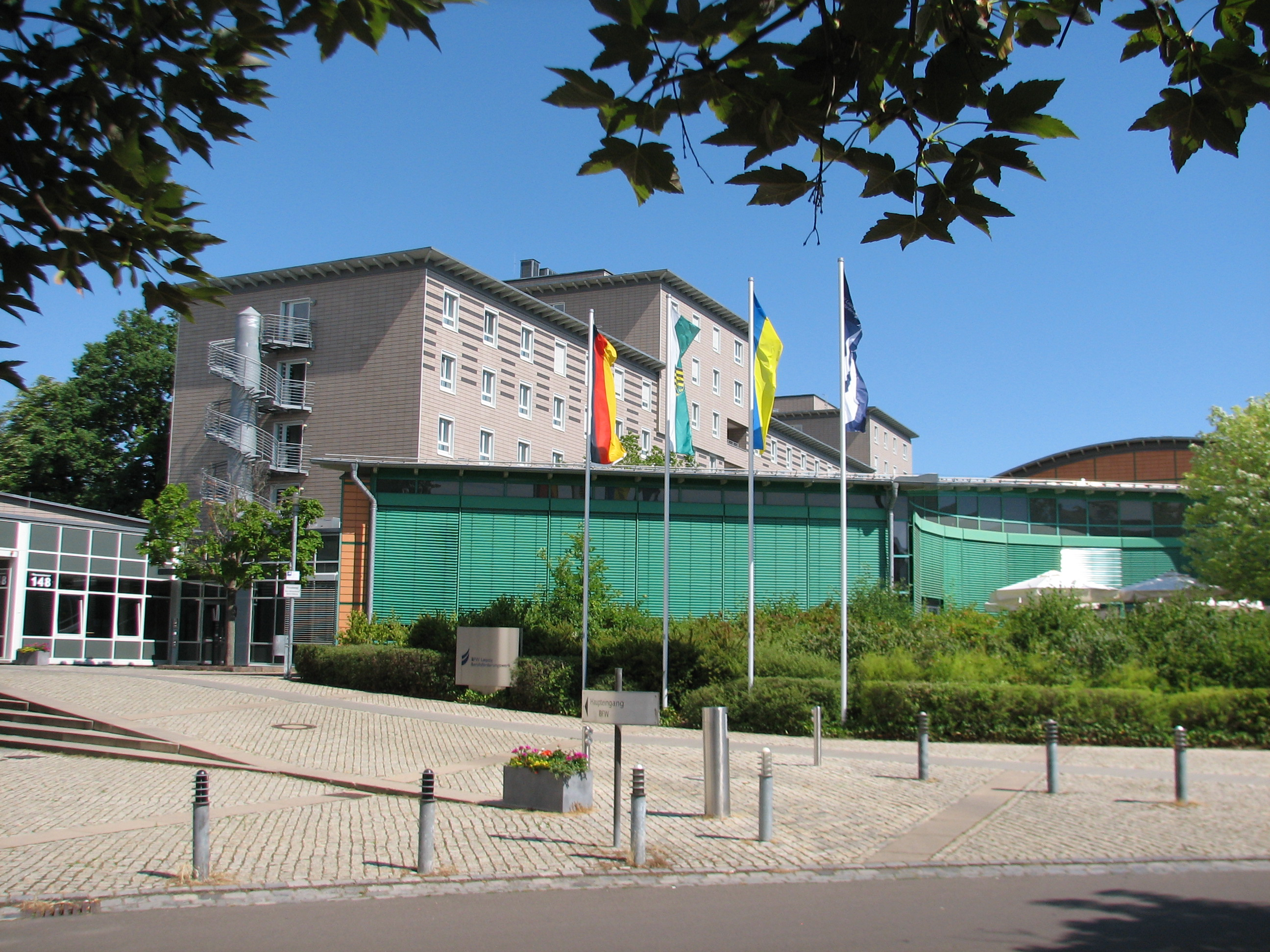
Berufsförderungswerk Leipzig mit Internat
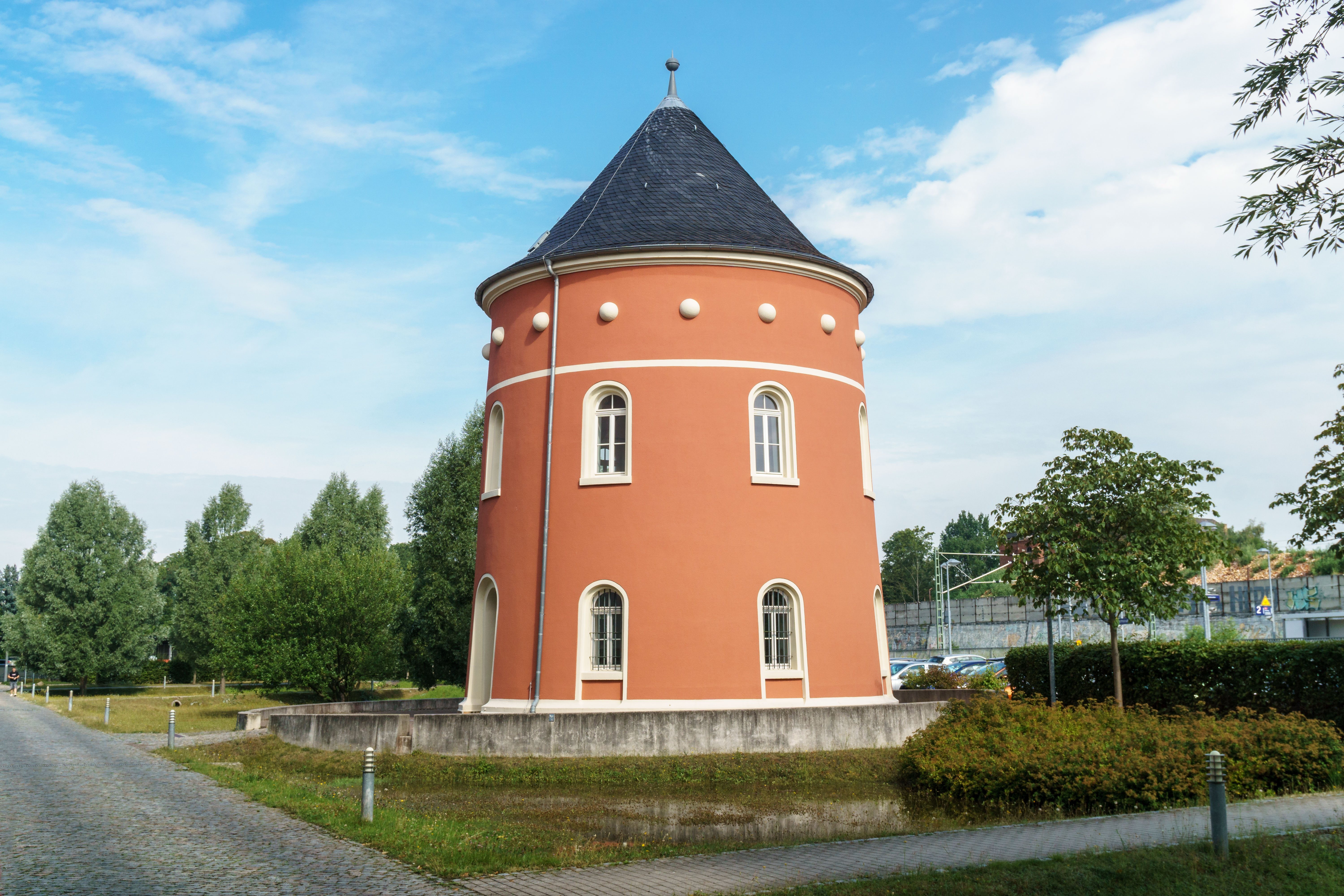
Wasserturm der Kaserne Möckern (nördlich der Kaserne), jetzt Fahrradgarage
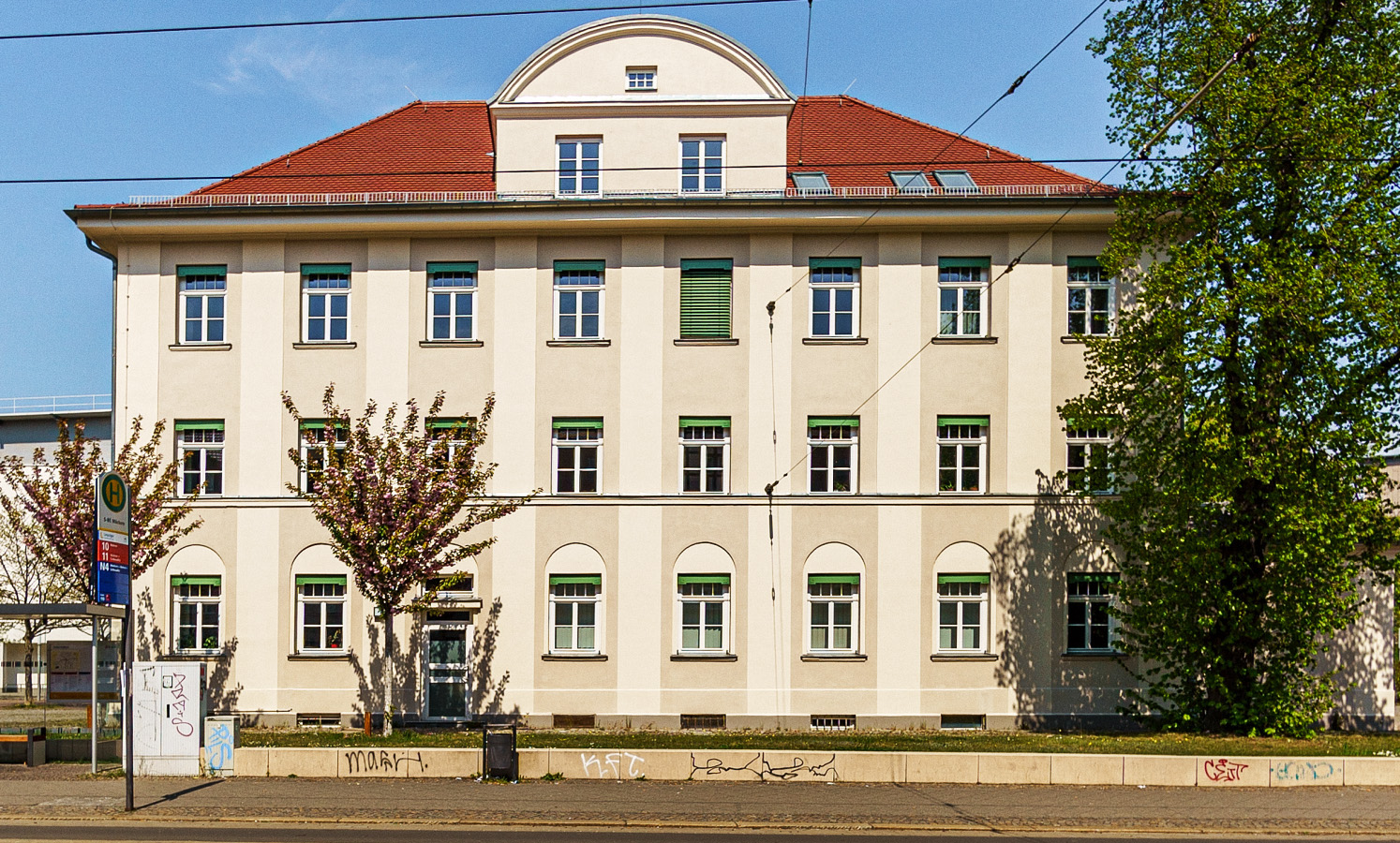
Unteroffiziers-Wohnhaus von 1909, jetzt Gebäude der Arbeitsagentur Leipzig
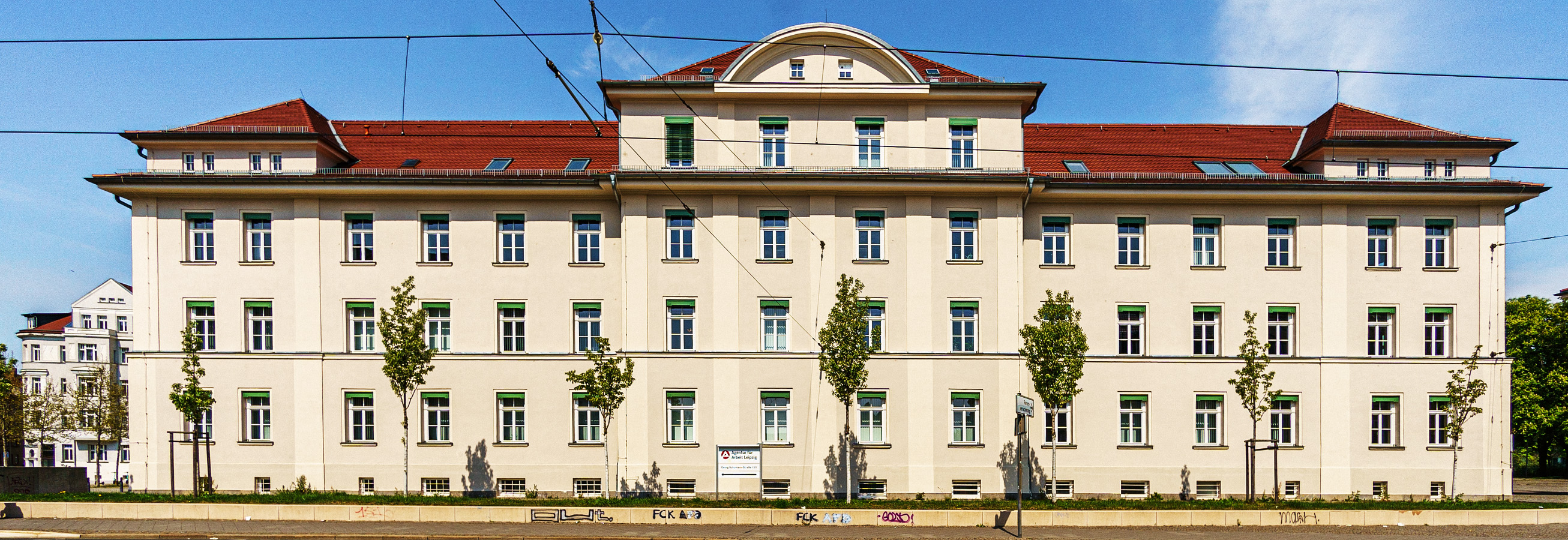
Unteroffiziers-Wohnhaus von 1909, jetzt Gebäude der Arbeitsagentur Leipzig
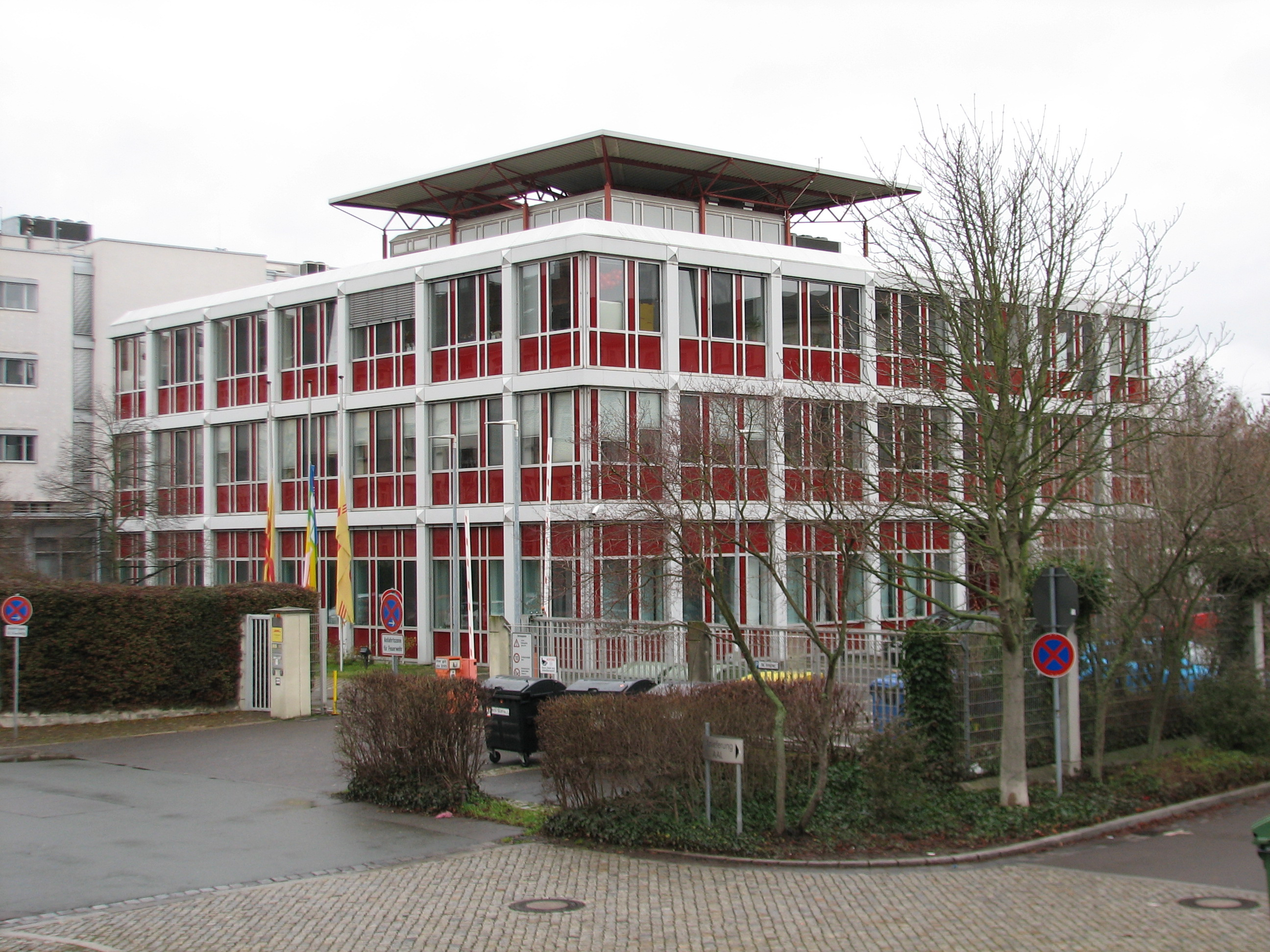
Rechenzentrum der Deutschen Rentenversicherung in Möckern, genutzt von DHL Express